# NGC 384
NGC 384 (również PGC 3983 lub UGC 686) – galaktyka eliptyczna (E3), znajdująca się w gwiazdozbiorze Ryb. Odkrył ją 4 listopada 1850 roku Bindon Stoney – asystent Williama Parsonsa. Należy do grupy galaktyk oznaczonej jako Arp 331 w Atlasie Osobliwych Galaktyk Haltona Arpa.